# Cremastocheilus quadratus
Cremastocheilus quadratus är en skalbaggsart som beskrevs av Henry Clinton Fall 1912. Cremastocheilus quadratus ingår i släktet Cremastocheilus och familjen Cetoniidae. Inga underarter finns listade i Catalogue of Life.